# St. Franziskus (Wesel)

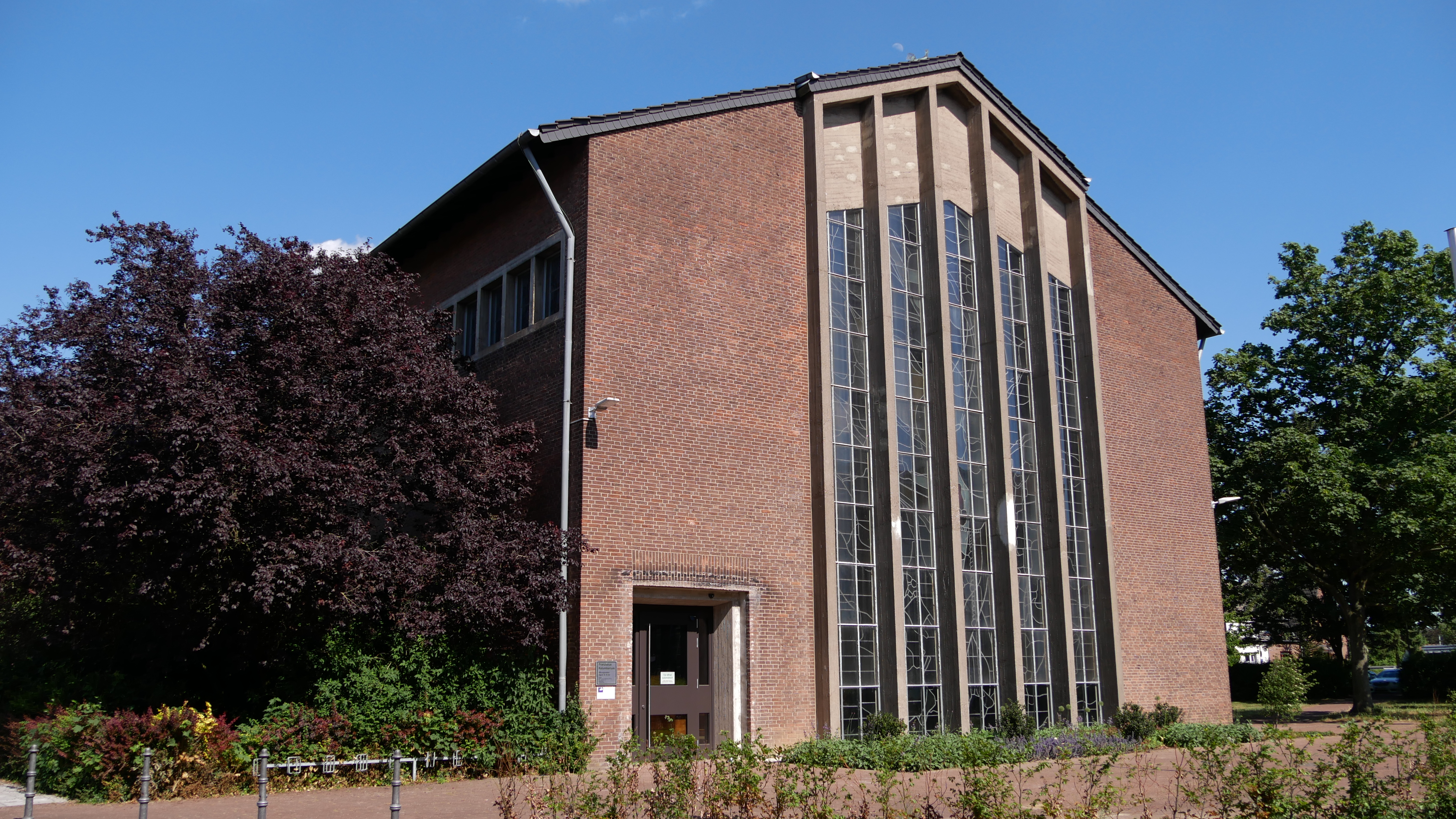
St. Franziskus, Wesel. Seit März 2020 Kolumbarium.

St. Franziskus ist eine ehemalige römisch-katholische Kirche in Wesel am Niederrhein. Das 1959 vollendete Kirchengebäude befindet sich im Ortsteil Schepersfeld. Seit März 2020 befindet sich in dem Kirchengebäude ein Kolumbarium.

## Lage
Das Kirchengebäude von St. Franziskus liegt im Norden des Ortsteils Schepersfeld, welcher östlich an die Weseler Innenstadt angrenzt. Die Kirche liegt inmitten eines Wohngebiets an den Straßen Am Birkenfeld und Franziskusstraße. In direkter Nachbarschaft befindet sich ein Kindergarten und ein Mehrgenerationenhaus. Östlich dieser Einrichtungen verläuft mit dem Schepersweg die zentrale Achse des Ortsteils.

## Geschichte
Da die Weseler Innenstadt im Zweiten Weltkrieg stark zerstört wurde, suchten viele ihrer Bürger 1945 Zuflucht in Schepersfeld. Der Domkapitular Josef Janßen ließ in einem Schulgebäude an der Blücherstraße ab 1945 Messen stattfinden. Diese Funktion als Notkirche behielt die Schule bis zur Fertigstellung der innerstädtischen Martinikirche im Jahr 1949. Nach der Gründung eines Kirchbauvereins 1956 wurde mit der Grundsteinlegung am 6. Oktober 1957 in Schepersfeld mit dem Bau der Franziskuskirche begonnen. Am 4. Oktober 1959 wurde durch Heinrich Baaken die Weihe der fertig gebauten Kirche vorgenommen.
1961 wurde der Kirchvorplatz fertiggestellt, im gleichen Jahr begann der Anbau einer Sakristei. Nach fünf Jahren der Zugehörigkeit zu St. Martini erlangte St. Franziskus 1964 den Status einer selbstständigen Pfarrei. Angrenzend an die Kirche wurde 1972 der Kindergarten und 1976 das Mutter- und Kind-Heim Wesel (Vorsitzender des Kuratoriums: Siegfried Landers, der Vater von Burkhard Landers), das heutige Mehrgenerationenhaus, eröffnet. 2006 verlor die Pfarrei ihre Unabhängigkeit, als sie mit den Kirchen St. Antonius und der Friedenskirche zu den Heiligen Engeln zur neuen Pfarrei St. Antonius fusionierte. Im Mai 2013 wurde diese Teil der neuen Weseler Pfarrei St. Nikolaus, deren Pfarrbüro sich an der Kirche St. Martini befindet.
Am 22. Juli 2018 fand der letzte Gottesdienst in der Kirche statt. Anschließend wurde sie zu einem Kolumbarium umgebaut, das im März 2020 eröffnet wurde.